# بورباش (شهرستان نوکت)
بورباش (به قرقیزی: Борбаш، بورباش) یک روستا در قرقیزستان است که در شهرستان نوکت واقع شده‌است. بورباش ۱۰ کیلومتر مربع مساحت و ۳۱٬۵۷۰ نفر جمعیت دارد و ۱٬۴۲۰ متر بالاتر از سطح دریا واقع شده‌است.